# Bankmarknad
Bankmarknaden är en del av kapitalmarknaden och brukar delas in i retail banking och wholesale banking (se interbankmarknad).
Retail banking avser bankernas in- och utlåning till privatkunder och småföretag, medan wholesale banking handlar om in- och utlåning till andra banker, myndigheter och större företag.